# Brida
Brida est une commune de la wilaya de Laghouat en Algérie.